# 宝山路血案
宝山路血案，发生于1927年4月13日的上海。1927年4月12日，蒋介石在上海对中国共产党势力进行清洗，史称四·一二事件，解散上海总工会，抓捕、处决中共党员。4月13日，上海总工会召开工人大会，声讨蒋介石。会后，大量工人、学生到宝山路国民革命军第26军第二师周风歧司令部请愿。工人游行队伍由青云路、东横滨路转至宝山路。当游行者高呼口号，到达宝山路三德里附近，蒋部军队突然向游行队伍开枪。其后军队逮捕许多工人。此即宝山路血案。